# 沃斯 (加利福尼亞州)
沃斯（英語：Voss）是位於美國加利福尼亞州埃爾多拉多縣的一個非建制地區。該地的面積和人口皆未知。

## 地理
沃斯的座標為38°39′26″N 120°23′16″W / 38.65722°N 120.38778°W，而該地的平均海拔高度為1676米（即5499英尺）。